# UCI Europe Tour 2017
Navigation
Édition précédente Édition suivante
L'UCI Europe Tour 2017 est la treizième édition de l'UCI Europe Tour, l'un des cinq circuits continentaux de cyclisme de l'Union cycliste internationale. Il est composé d'environ 400 compétitions organisées du 26 janvier au 8 octobre 2017 en Europe.

## Calendrier des épreuves

### Janvier
| Date | Course                                      | Pays    | Classe | Vainqueur     | Équipe                 |
| ---- | ------------------------------------------- | ------- | ------ | ------------- | ---------------------- |
| 26   | Trofeo Porreres-Felanitx-Ses Salines-Campos | Espagne | 1.1    | André Greipel | Lotto-Soudal           |
| 27   | Trofeo Serra de Tramontana                  | Espagne | 1.1    | Tim Wellens   | Lotto-Soudal           |
| 28   | Trofeo Andratx-Mirador des Colomer          | Espagne | 1.1    | Tim Wellens   | Lotto-Soudal           |
| 29   | Trofeo Playa de Palma                       | Espagne | 1.1    | Daniel McLay  | Fortuneo-Vital Concept |
| 29   | Grand Prix d'ouverture La Marseillaise      | France  | 1.1    | Arthur Vichot | FDJ                    |

### Février
| Date  | Course                            | Pays     | Classe | Vainqueur           | Équipe                       |
| ----- | --------------------------------- | -------- | ------ | ------------------- | ---------------------------- |
| 1-5   | Tour de la Communauté valencienne | Espagne  | 2.1    | Nairo Quintana      | Movistar                     |
| 1-5   | Étoile de Bessèges                | France   | 2.1    | Lilian Calmejane    | Direct Énergie               |
| 5     | Grand Prix de la côte étrusque    | Italie   | 1.1    | Diego Ulissi        | UAE Abu Dhabi                |
| 11    | Tour de Murcie                    | Espagne  | 1.1    | Alejandro Valverde  | Movistar                     |
| 12    | Clásica de Almería                | Espagne  | 1.1    | Magnus Cort Nielsen | Orica-Scott                  |
| 12    | Trofeo Laigueglia                 | Italie   | 1.HC   | Fabio Felline       | Équipe nationale d'Italie    |
| 15-19 | Tour de l'Algarve                 | Portugal | 2.HC   | Primož Roglič       | Lotto NL-Jumbo               |
| 15-19 | Tour d'Andalousie                 | Espagne  | 2.HC   | Alejandro Valverde  | Movistar                     |
| 18-19 | Tour du Haut-Var                  | France   | 2.1    | Arthur Vichot       | FDJ                          |
| 19    | Grand Prix Laguna                 | Croatie  | 1.2    | Andrea Toniatti     | Colpack                      |
| 21-23 | Tour La Provence                  | France   | 2.1    | Rohan Dennis        | BMC Racing                   |
| 22-26 | Tour de l'Alentejo                | Portugal | 2.1    | Carlos Barbero      | Movistar                     |
| 25    | Classic Sud Ardèche               | France   | 1.1    | Mauro Finetto       | Delko-Marseille Provence-KTM |
| 26    | Kuurne-Bruxelles-Kuurne           | Belgique | 1.HC   | Peter Sagan         | Bora-Hansgrohe               |
| 26    | Drôme Classic                     | France   | 1.1    | Sébastien Delfosse  | WB-Veranclassic-Aqua Protect |
| 26    | Grand Prix Izola                  | Slovénie | 1.2    | Filippo Fortin      | Tirol                        |

### Mars
| Date  | Course                                                   | Pays     | Classe | Vainqueur                | Équipe                      |
| ----- | -------------------------------------------------------- | -------- | ------ | ------------------------ | --------------------------- |
| 1     | Le Samyn                                                 | Belgique | 1.1    | Guillaume Van Keirsbulck | Wanty-Groupe Gobert         |
| 1     | Umag Trophy                                              | Croatie  | 1.2    | Rok Korošec              | Amplatz-BMC                 |
| 4     | Poreč Trophy                                             | Croatie  | 1.2    | Matej Mugerli            | Amplatz-BMC                 |
| 5     | Grand Prix de Lillers-Souvenir Bruno Comini              | France   | 1.2    | Thomas Boudat            | Direct Énergie              |
| 5     | Grand Prix International de Rhodes                       | Grèce    | 1.2    | Alan Banaszek            | Équipe nationale de Pologne |
| 5     | Grand Prix de l'industrie et de l'artisanat de Larciano  | Italie   | 1.HC   | Adam Yates               | Orica-Scott                 |
| 5     | À travers la Flandre-Occidentale-Johan Museeuw Classique | Belgique | 1.1    | Jos van Emden            | Lotto NL-Jumbo              |
| 5     | Classica da Arrábida                                     | Portugal | 1.2    | Amaro Antunes            | W52-FC Porto                |
| 9-12  | Istrian Spring Trophy                                    | Croatie  | 2.2    | Matej Mugerli            | Amplatz-BMC                 |
| 10-12 | Tour International de Rhodes                             | Grèce    | 2.2    | Colin Stüssi             | Roth-Akros                  |
| 11    | Tour de Drenthe                                          | Pays-Bas | 1.1    | Jan-Willem van Schip     | Delta Cycling Rotterdam     |
| 12    | Paris-Troyes                                             | France   | 1.2    | Yannis Yssaad            | Armée de Terre              |
| 12    | Dorpenomloop Rucphen                                     | Pays-Bas | 1.2    | Maarten van Trijp        | Metec-TKH-Mantel            |
| 12    | Classica Aldeias do Xisto                                | Portugal | 1.2    | Vicente García de Mateos | Louletano-Hospital de Loulé |
| 15    | Nokere Koerse                                            | Belgique | 1.HC   | Nacer Bouhanni           | Cofidis                     |
| 17    | Handzame Classic                                         | Belgique | 1.1    | Kristoffer Halvorsen     | Joker Icopal                |
| 18    | Classic Loire-Atlantique                                 | France   | 1.1    | Laurent Pichon           | Fortuneo-Vital Concept      |
| 20-26 | Tour de Normandie                                        | France   | 2.2    | Anthony Delaplace        | Fortuneo-Vital Concept      |
| 23-26 | Semaine internationale Coppi et Bartali                  | Italie   | 2.1    | Lilian Calmejane         | Direct Énergie              |
| 26    | Gand-Wevelgem espoirs                                    | Belgique | 1.Ncup | Jacob Hennessy           | Grande-Bretagne             |
| 28-30 | Trois Jours de La Panne                                  | Belgique | 2.HC   | Philippe Gilbert         | Quick-Step Floors           |
| 31    | Route Adélie de Vitré                                    | France   | 1.1    | Laurent Pichon           | Fortuneo-Vital Concept      |
| 31-2  | Triptyque des Monts et Châteaux                          | Belgique | 2.2    | Jasper Philipsen         | BMC Development             |

### Avril
| Date  | Course                                     | Pays               | Classe | Vainqueur             | Équipe                           |
| ----- | ------------------------------------------ | ------------------ | ------ | --------------------- | -------------------------------- |
| 1     | Grand Prix Miguel Indurain                 | Espagne            | 1.1    | Simon Yates           | Orica-Scott                      |
| 1     | Volta Limburg Classic                      | Pays-Bas           | 1.1    | Marco Canola          | Nippo-Vini Fantini               |
| 2     | Grand Prix Adria Mobil                     | Slovénie           | 1.2    | Antonio Parrinello    | GM Europa Ovini                  |
| 2     | Trofeo Banca Popolare di Vicenza           | Italie             | 1.2U   | Mark Padun            | Colpack                          |
| 2     | Tour de La Rioja                           | Espagne            | 1.1    | Rory Sutherland       | Movistar                         |
| 2     | Roue tourangelle                           | France             | 1.1    | Flavien Dassonville   | HP BTP-Auber 93                  |
| 4-7   | Circuit de la Sarthe                       | France             | 2.1    | Lilian Calmejane      | Direct Énergie                   |
| 5     | Grand Prix de l'Escaut                     | Belgique           | 1.HC   | Marcel Kittel         | Quick-Step Floors                |
| 7-9   | Circuit des Ardennes international         | France             | 2.2    | Jhonatan Narváez      | Axeon-Hagens Berman              |
| 8     | Tour des Flandres espoirs                  | Belgique           | 1.Ncup | Edward Dunbar         | Irlande                          |
| 8     | Trophée Edil C                             | Italie             | 1.2    | Marco Negrente        | Colpack                          |
| 9     | Klasika Primavera                          | Espagne            | 1.1    | Gorka Izagirre        | Movistar                         |
| 9     | Tour des Apennins                          | Italie             | 1.1    | Danilo Celano         | Amore & Vita-Selle SMP-Fondriest |
| 11    | Paris-Camembert                            | France             | 1.1    | Nacer Bouhanni        | Cofidis                          |
| 12    | Flèche brabançonne                         | Belgique           | 1.HC   | Sonny Colbrelli       | Bahrain-Merida                   |
| 12-16 | Tour du Loir-et-Cher                       | France             | 2.2    | Alexander Kamp        | Véloconcept                      |
| 13    | Grand Prix de Denain                       | France             | 1.HC   | Arnaud Démare         | FDJ                              |
| 14-15 | ZLM Tour                                   | Pays-Bas           | 2.Ncup | Christopher Lawless   | Grande-Bretagne                  |
| 15    | Liège-Bastogne-Liège espoirs               | Belgique           | 1.2U   | Bjorg Lambrecht       | Lotto-Soudal U23                 |
| 15    | Tour du Finistère                          | France             | 1.1    | Julien Loubet         | Armée de Terre                   |
| 16    | Tro Bro Leon                               | France             | 1.1    | Damien Gaudin         | Armée de Terre                   |
| 17    | Giro del Belvedere                         | Italie             | 1.2U   | Aleksandr Riabushenko | Palazzago Soligo Amarù Sirio     |
| 17-21 | Tour des Alpes                             | Italie             | 2.HC   | Geraint Thomas        | Sky                              |
| 18    | Gran Premio Palio del Recioto              | Italie             | 1.2U   | Neilson Powless       | Axeon-Hagens Berman              |
| 18-23 | Tour de Croatie                            | Croatie            | 2.1    | Vincenzo Nibali       | Bahrain-Merida                   |
| 20-23 | Tour de Mersin                             | Turquie            | 2.2    | Stanislau Bazhkou     | Minsk CC                         |
| 22    | Arno Wallaard Memorial                     | Pays-Bas           | 1.2    | Timothy Stevens       | Pauwels Sauzen-Vastgoedservice   |
| 22    | Visegrad 4 Bicycle Race - GP Hungary       | Hongrie            | 1.2    | Kamil Zieliński       | Domin Sport                      |
| 23    | Trophée de la ville de San Vendemiano      | Italie             | 1.2U   | Nicola Conci          | Italie                           |
| 23    | Visegrad 4 Bicycle Race - GP Slovakia      | Slovaquie          | 1.2    | Alois Kaňkovský       | Elkov-Author                     |
| 23    | Rutland-Melton International Cicle Classic | Royaume-Uni        | 1.2    | Dan Fleeman           | SportGrub Kuota                  |
| 25    | Gran Premio della Liberazione              | Italie             | 1.2U   | Seid Lizde            | Team Colpack                     |
| 25-1  | Tour de Bretagne                           | France             | 2.2    | Flavien Dassonville   | HP BTP-Auber 93                  |
| 28    | Himmerland Rundt                           | Danemark           | 1.2    | Nicolai Brøchner      | Riwal Platform                   |
| 28-30 | Tour de Yorkshire                          | Royaume-Uni        | 2.1    | Serge Pauwels         | Dimension Data                   |
| 29    | Belgrade-Banja Luka I                      | Serbie             | 1.2    | Barnabás Peák         | Centre mondial du cyclisme       |
| 29    | ZODC Zuidenveld Tour                       | Pays-Bas           | 1.2    | Rick Ottema           | Baby-Dump                        |
| 29    | Grand Prix Viborg                          | Danemark           | 1.2    | Kasper Asgreen        | Véloconcept                      |
| 29-1  | Tour des Asturies                          | Espagne            | 2.1    | Nairo Quintana        | Movistar                         |
| 29-3  | Carpathian Couriers Race                   | Pologne            | 2.2U   | Alessandro Pessot     | Cycling Team Friuli              |
| 30    | Paris-Mantes-en-Yvelines                   | France             | 1.2    | Fabien Canal          | Armée de Terre                   |
| 30    | Skive-Løbet                                | Danemark           | 1.2    | Martin Madsen         | BHS-Almeborg Bornholm            |
| 30    | Belgrade-Banja Luka II                     | Bosnie-Herzégovine | 1.2    | Niccolò Salvietti     | Sangemini-MG.Kvis                |

### Mai
| Date  | Course                           | Pays        | Classe | Vainqueur                  | Équipe                               |
| ----- | -------------------------------- | ----------- | ------ | -------------------------- | ------------------------------------ |
| 1     | Grand Prix de Francfort espoirs  | Allemagne   | 1.2U   | Fabio Jakobsen             | SEG Racing Academy                   |
| 1     | Mémorial Andrzej Trochanowski    | Pologne     | 1.2    | Alois Kaňkovský            | Elkov-Author                         |
| 1     | Circuit de Wallonie              | Belgique    | 1.2    | Maarten van Trijp          | Metec-TKH-Mantel                     |
| 2     | Mémorial Roman Siemiński         | Pologne     | 1.2    | Alois Kaňkovský            | Elkov-Author                         |
| 3-6   | Rhône-Alpes Isère Tour           | France      | 2.2    | Marco Minnaard             | Wanty-Groupe Gobert                  |
| 3-7   | Tour d'Azerbaïdjan               | Azerbaïdjan | 2.1    | Désattribué                | Synergy Baku Project                 |
| 5-7   | Szlakiem Grodów Piastowskich     | Pologne     | 2.2    | Marek Rutkiewicz           | Wibatech 7R Fuji                     |
| 5-7   | Tour de la communauté de Madrid  | Espagne     | 2.1    | Óscar Sevilla              | Medellín-Inder                       |
| 6     | Sundvolden GP                    | Norvège     | 1.2    | Rasmus Guldhammer          | Véloconcept                          |
| 6     | Tour d'Overijssel                | Pays-Bas    | 1.2    | Nicolai Brøchner           | Riwal Platform                       |
| 7     | Grand Prix de Lugano             | Suisse      | 1.HC   | Iuri Filosi                | Nippo-Vini Fantini                   |
| 7     | Circuito del Porto-Trofeo Arvedi | Italie      | 1.2    | Imerio Cima                | Viris Maserati Sisal Chiaravalli L&L |
| 7     | Ringerike Grand Prix             | Norvège     | 1.2    | Rasmus Guldhammer          | Véloconcept                          |
| 7     | Flèche ardennaise                | Belgique    | 1.2    | Harm Vanhoucke             | Lotto-Soudal U23                     |
| 9-14  | Quatre Jours de Dunkerque        | France      | 2.HC   | Clément Venturini          | Cofidis                              |
| 11-14 | Tour d'Ankara                    | Turquie     | 2.2    | Brayan Ramírez             | Medellín-Inder                       |
| 13    | Scandinavian Race Uppsala        | Suède       | 1.2    | Nicolai Brøchner           | Riwal Platform                       |
| 14    | Tour de Hollande-Septentrionale  | Pays-Bas    | 1.2    | Fabio Jakobsen             | SEG Racing Academy                   |
| 14    | Grand Prix Industrie del Marmo   | Italie      | 1.2    | Michael Storer             | Australie                            |
| 14    | Grand Prix Criquielion           | Belgique    | 1.2    | Bram Welten                | BMC Development                      |
| 17-21 | Tour de Norvège                  | Norvège     | 2.HC   | Edvald Boasson Hagen       | Dimension Data                       |
| 17-21 | Tour d'Ukraine                   | Ukraine     | 2.2    | Vitaliy Buts               | Kolss-BDC                            |
| 17-21 | Bałtyk-Karkonosze Tour           | Pologne     | 2.2    | Marek Rutkiewicz           | Wibatech 7R Fuji                     |
| 18-21 | Ronde de l'Isard d'Ariège        | France      | 2.2U   | Pavel Sivakov              | BMC Development                      |
| 19-21 | Paris-Arras Tour                 | France      | 2.2    | Jordan Levasseur           | Armée de Terre                       |
| 19-21 | Tour de Castille-et-León         | Espagne     | 2.1    | Jonathan Hivert            | Direct Énergie                       |
| 20    | Tour de Berne                    | Suisse      | 1.2    | Filippo Fortin             | Tirol                                |
| 20-24 | Tour d'Albanie                   | Albanie     | 2.2    | Francesco Manuel Bongiorno | Sangemini-MG.Kvis                    |
| 21    | Grand Prix de la Somme           | France      | 1.1    | Adrien Petit               | Direct Énergie                       |
| 21-28 | An Post Rás                      | Irlande     | 2.2    | James Gullen               | JLT Condor                           |
| 23-28 | Tour des Fjords                  | Norvège     | 2.1    | Edvald Boasson Hagen       | Dimension Data                       |
| 24-28 | Tour de Belgique                 | Belgique    | 2.HC   | Jens Keukeleire            | Belgique                             |
| 24-28 | Flèche du Sud                    | Luxembourg  | 2.2    | Mark Padun                 | Colpack                              |
| 25-27 | Grand Prix cycliste de Gemenc    | Hongrie     | 2.2    | Filippo Tagliani           | Delio Gallina Colosio Eurofeed       |
| 26    | Horizon Park Race for Peace      | Ukraine     | 1.2    | Mykhailo Kononenko         | Kolss-BDC                            |
| 26-27 | Tour d'Estonie                   | Estonie     | 2.1    | Karl Patrick Lauk          | Estonie                              |
| 27    | Grand Prix de Plumelec-Morbihan  | France      | 1.1    | Alexis Vuillermoz          | AG2R La Mondiale                     |
| 27    | Horizon Park Race Maïdan         | Ukraine     | 1.2    | Rasmus Esmann Ginnerup     |                                      |
| 27-28 | Tour de Gironde                  | France      | 2.2    | Pablo Torres               | Burgos BH                            |
| 27-28 | Tour du Jura                     | France      | 2.2    | Thomas Degand              | Wanty-Groupe Gobert                  |
| 28    | Horizon Park Classic             | Ukraine     | 1.2    | Oleksandr Prevar           | Kolss-BDC                            |
| 28    | Boucles de l'Aulne               | France      | 1.1    | Odd Christian Eiking       | FDJ                                  |
| 28    | Paris-Roubaix espoirs            | France      | 1.2U   | Nils Eekhoff               | Sunweb Development                   |
| 31-4  | Tour de Luxembourg               | Luxembourg  | 2.HC   | Greg Van Avermaet          | BMC Racing                           |

### Juin
| Date  | Course                                            | Pays        | Classe | Vainqueur              | Équipe                       |
| ----- | ------------------------------------------------- | ----------- | ------ | ---------------------- | ---------------------------- |
| 1-4   | Course de la Paix espoirs                         | Tchéquie    | 2.Ncup | Bjorg Lambrecht        | Belgique                     |
| 1-4   | Boucles de la Mayenne                             | France      | 2.1    | Mathieu van der Poel   | Beobank-Corendon             |
| 1-4   | Tour de Cova da Beira                             | Portugal    | 2.1    | Jesús del Pino         | Efapel                       |
| 1-4   | Szlakiem Walk Majora Hubala                       | Pologne     | 2.1    | Maciej Paterski        | CCC Sprandi Polkowice        |
| 2     | Trofeo Alcide Degasperi                           | Italie      | 1.2    | Andrea Toniatti        | Colpack                      |
| 2-4   | Tour de Bihor                                     | Roumanie    | 2.2    | Rodolfo Torres         | Androni Giocattoli           |
| 3     | Heistse Pijl                                      | Belgique    | 1.1    | Jasper De Buyst        | Lotto-Soudal                 |
| 4     | Coppa della Pace                                  | Italie      | 1.2    | Nicola Gaffurini       | Sangemini-MG.Kvis            |
| 4     | Mémorial Philippe Van Coningsloo                  | Belgique    | 1.2    | Yves Coolen            | Home Solution-Anmapa-Soenens |
| 7-11  | Tour de Slovaquie                                 | Slovaquie   | 2.2    | Jan Tratnik            | CCC Sprandi Polkowice        |
| 8     | Grand Prix du canton d'Argovie                    | Suisse      | 1.HC   | Sacha Modolo           | UAE Emirates                 |
| 8-11  | Ronde de l'Oise                                   | France      | 2.2    | Flavien Dassonville    | HP BTP-Auber 93              |
| 8-11  | Tour de Haute-Autriche                            | Autriche    | 2.2    | Stephan Rabitsch       | Felbermayr Simplon Wels      |
| 9-11  | Tour of Malopolska                                | Pologne     | 2.2    | Maciej Paterski        | CCC Sprandi Polkowice        |
| 9-18  | Girobio                                           | Italie      | 2.2U   | Pavel Sivakov          | BMC Development              |
| 10    | À travers les Ardennes flamandes                  | Belgique    | 1.2    | Cameron Meyer          | Australie                    |
| 10    | Tour de Fyen                                      | Danemark    | 1.2    | Audun Fløtten          | Uno-X Hydrogen Development   |
| 11    | Grand Prix Horsens                                | Danemark    | 1.2    | Casper Pedersen        | Riwal Platform               |
| 11    | Tour du Limbourg                                  | Belgique    | 1.1    | Wout van Aert          | Verandas Willems-Crelan      |
| 11    | Tour de Cologne                                   | Allemagne   | 1.1    | Gregor Mühlberger      | Bora-Hansgrohe               |
| 14-18 | Ster ZLM Toer                                     | Pays-Bas    | 2.1    | José Gonçalves         | Katusha-Alpecin              |
| 14-18 | Tour de Serbie                                    | Serbie      | 2.2    | Charálampos Kastrantás | Dare Viator Partizan         |
| 15-18 | Tour de Slovénie                                  | Slovénie    | 2.1    | Rafał Majka            | Bora-Hansgrohe               |
| 15-18 | Tour des Pays de Savoie                           | France      | 2.2    | Egan Bernal            | Androni Giocattoli           |
| 15-18 | Route du Sud                                      | France      | 2.1    | Silvan Dillier         | BMC Racing                   |
| 17    | Memorial im. J. Grundmanna J. Wizowskiego         | Pologne     | 1.2    | Alan Banaszek          | CCC Sprandi Polkowice        |
| 18    | Bruges Cycling Classic                            | Belgique    | 1.1    | Wout van Aert          | Verandas Willems-Crelan      |
| 18    | Korona Kocich Gór                                 | Pologne     | 1.2    | Łukasz Owsian          | CCC Sprandi Polkowice        |
| 18    | Beaumont Trophy                                   | Royaume-Uni | 1.2    | Peter Williams         | ONE                          |
| 21    | Halle-Ingooigem                                   | Belgique    | 1.1    | Arnaud Démare          | FDJ                          |
| 27-2  | Tour de Hongrie                                   | Hongrie     | 2.2    | Daniel Jaramillo       | UnitedHealthcare             |
| 28    | Internationale Wielertrofee Jong Maar Moedig      | Belgique    | 1.2    | Toon Aerts             | Telenet-Fidea Lions          |
| 28-1  | Course de Solidarność et des champions olympiques | Pologne     | 2.2    | Mateusz Komar          | Voster Uniwheels             |
| 29-2  | Tour du Portugal de l'Avenir                      | Portugal    | 2.2U   | José Fernandes         | Liberty Seguros-Carglass     |

### Juillet
| Date  | Course                                  | Pays        | Classe | Vainqueur         | Équipe                       |
| ----- | --------------------------------------- | ----------- | ------ | ----------------- | ---------------------------- |
| 1     | Circuit Het Nieuwsblad espoirs          | Belgique    | 1.2    | Tanguy Turgis     | BMC Development              |
| 2     | Slag om Norg                            | Pays-Bas    | 1.1    | Gianni Vermeersch | Beobank-Corendon             |
| 2-9   | Tour d'Autriche                         | Autriche    | 2.1    | Delio Fernández   | Delko-Marseille Provence-KTM |
| 5-9   | Sibiu Cycling Tour                      | Roumanie    | 2.1    | Egan Bernal       | Androni Giocattoli           |
| 5-9   | Trophée Joaquim-Agostinho               | Portugal    | 2.2    | Amaro Antunes     | W52-FC Porto                 |
| 7     | Minsk Cup                               | Biélorussie | 1.2    | Yegor Dementyev   | ISD-Jorbi Continental        |
| 7     | Grand Prix de la ville de Saint-Nicolas | Belgique    | 1.2    | Gerben Thijssen   | Lotto-Soudal U23             |
| 8     | Grand Prix Jean-Pierre Monseré          | Belgique    | 1.1    | Laurens Sweeck    | ERA Real Estate-Circus       |
| 8     | Grand Prix de Minsk                     | Biélorussie | 1.2    | Yauheni Karaliok  | Minsk CC                     |
| 9     | Midden Brabant-Poort Omloop             | Pays-Bas    | 1.2    | Jaap Kooijman     |                              |
| 9     | Giro del Medio Brenta                   | Italie      | 1.2    | Michele Gazzara   | Sangemini-MG.Kvis            |
| 9     | Velothon Wales                          | Royaume-Uni | 1.1    | Ian Bibby         | JLT Condor                   |
| 11-16 | Tour de la Vallée d'Aoste               | Italie      | 2.2U   | Pavel Sivakov     | BMC Development              |
| 16    | Trophée Matteotti                       | Italie      | 1.1    | Sergey Shilov     | Lokosphinx                   |
| 19    | Grand Prix Pino Cerami                  | Belgique    | 1.1    | Wout van Aert     | Verandas Willems-Crelan      |
| 22-26 | Tour de Wallonie                        | Belgique    | 2.HC   | Dylan Teuns       | BMC Racing                   |
| 23    | Grand Prix de la ville de Pérenchies    | France      | 1.2    | Roy Jans          | WB-Veranclassic-Aqua Protect |
| 25    | Classique d'Ordizia                     | Espagne     | 1.1    | Sergey Shilov     | Lokosphinx                   |
| 26-29 | Dookoła Mazowsza                        | Pologne     | 2.2    | Alois Kaňkovský   | Elkov-Author                 |
| 26-30 | Tour Alsace                             | France      | 2.2    | Lucas Hamilton    | Australie                    |
| 29-31 | Kreiz Breizh Elites                     | France      | 2.2    | Jonas Gregaard    | Riwal Platform               |
| 30    | Polynormande                            | France      | 1.1    | Alexis Gougeard   | AG2R La Mondiale             |
| 30    | Rad am Ring                             | Allemagne   | 1.1    | Huub Duyn         | Verandas Willems-Crelan      |
| 30    | Grand Prix Kranj                        | Slovénie    | 1.2    | Matej Mugerli     | Amplatz-BMC                  |
| 31    | Circuit de Getxo                        | Espagne     | 1.1    | Carlos Barbero    | Movistar                     |

### Août
| Date  | Course                             | Pays     | Classe | Vainqueur                   | Équipe                      |
| ----- | ---------------------------------- | -------- | ------ | --------------------------- | --------------------------- |
| 1-5   | Tour de Burgos                     | Espagne  | 2.HC   | Mikel Landa                 | Sky                         |
| 4-15  | Tour du Portugal                   | Portugal | 2.1    | Amaro Antunes               | W52-FC Porto                |
| 5     | Grand Prix Road Race               | Suède    | 1.2    | Rasmus Bøgh Wallin          | ColoQuick-Cult              |
| 5     | Tour de Ribas                      | Ukraine  | 1.2    | Sergiy Lagkuti              | Kolss-BDC                   |
| 5     | À travers le Hageland              | Belgique | 1.1    | Mathieu van der Poel        | Beobank-Corendon            |
| 6     | Flèche du port d'Anvers            | Belgique | 1.2    | Arvid de Kleijn             | Baby-Dump                   |
| 6     | Odessa Grand Prix                  | Ukraine  | 1.2    | Mykhailo Kononenko          | Kolss-BDC                   |
| 9-13  | Tour de l'Ain                      | France   | 2.1    | Thibaut Pinot               | FDJ                         |
| 10-12 | Tour de Szeklerland                | Roumanie | 2.2    | Patrick Bosman              | Hrinkow Advarics Cycleang   |
| 10-13 | Czech Cycling Tour                 | Tchéquie | 2.1    | Josef Černý                 | Elkov-Author                |
| 10-13 | Arctic Race of Norway              | Norvège  | 2.HC   | Dylan Teuns                 | BMC Racing                  |
| 12    | Mémorial Henryk Łasak              | Pologne  | 1.2    | Alan Banaszek               | CCC Sprandi Polkowice       |
| 13    | Grand Prix de Poggiana             | Italie   | 1.2U   | Nicola Conci                | Zalf Euromobil Désirée Fior |
| 13    | Coupe des Carpates                 | Pologne  | 1.2    | Maciej Paterski             | CCC Sprandi Polkowice       |
| 15-18 | Tour du Limousin                   | France   | 2.1    | Alexis Vuillermoz           | AG2R La Mondiale            |
| 16    | Gran Premio Capodarco              | Italie   | 1.2U   | Mark Padun                  | Colpack                     |
| 18    | Arnhem Veenendaal Classic          | Pays-Bas | 1.1    | Luka Mezgec                 | Orica-Scott                 |
| 19    | Puchar Ministra Obrony Narodowej   | Pologne  | 1.2    | Alois Kaňkovský             | Elkov-Author                |
| 19-26 | Tour de l'Avenir                   | France   | 2.Ncup | Egan Bernal                 | Colombie                    |
| 20    | Szlakiem Wielkich Jezior           | Pologne  | 1.2    | Marek Rutkiewicz            | Wibatech Fuji               |
| 20    | Grand Prix Jef Scherens            | Belgique | 1.1    | Timothy Dupont              | Verandas Willems-Crelan     |
| 22    | Grand Prix des Marbriers           | France   | 1.2    | Karol Domagalski            | ONE                         |
| 22    | Grand Prix de la ville de Zottegem | Belgique | 1.1    | Jasper De Buyst             | Lotto-Soudal                |
| 22-25 | Tour du Poitou-Charentes           | France   | 2.1    | Mads Pedersen               | Trek-Segafredo              |
| 23    | Course des raisins                 | Belgique | 1.1    | Jérôme Baugnies             | Wanty-Groupe Gobert         |
| 23-27 | Baltic Chain Tour                  | Estonie  | 2.2    | Herman Dahl                 | Sparebanken Sør             |
| 25    | Ötztal Pro Classic                 | Autriche | 1.1    | Roman Kreuziger             | Orica-Scott                 |
| 26    | Circuit Mandel-Lys-Escaut          | Belgique | 1.1    | Iljo Keisse                 | Quick-Step Floors           |
| 26-27 | Ronde van Midden-Nederland         | Pays-Bas | 2.2    | Kamil Gradek                | ONE                         |
| 27    | Croatie-Slovénie                   | Slovénie | 1.2    | Dušan Rajović               | Adria Mobil                 |
| 27    | Coupe Sels                         | Belgique | 1.1    | Taco van der Hoorn          | Roompot-Nederlandse Loterij |
| 27-1  | Tour de Bulgarie                   | Bulgarie | 2.2    | Sergiy Lagkuti Vitaliy Buts | Kolss-BDC                   |
| 30-3  | Okolo Jižních Čech                 | Tchéquie | 2.2    | Josef Černý                 | Elkov-Author                |

### Septembre
| Date  | Course                                      | Pays        | Classe | Vainqueur                             | Équipe                           |
| ----- | ------------------------------------------- | ----------- | ------ | ------------------------------------- | -------------------------------- |
| 2     | Brussels Cycling Classic                    | Belgique    | 1.HC   | Arnaud Démare                         | FDJ                              |
| 3     | Kernen Omloop Echt-Susteren                 | Pays-Bas    | 1.2    | Robbert de Greef                      | Baby-Dump                        |
| 3     | Grand Prix de Fourmies                      | France      | 1.HC   | Nacer Bouhanni                        | Cofidis                          |
| 3-10  | Tour de Grande-Bretagne                     | Royaume-Uni | 2.HC   | Lars Boom                             | Lotto NL-Jumbo                   |
| 5-10  | Olympia's Tour                              | Pays-Bas    | 2.2U   | Pascal Eenkhoorn                      | BMC Development                  |
| 8-9   | Tour de Bohême de l'Est                     | Tchéquie    | 2.2    | Kamil Zieliński                       | Domin Sport                      |
| 9     | Tour du Jura                                | Suisse      | 1.2    | Marc Hirschi                          | Suisse                           |
| 9     | Flèche côtière                              | Belgique    | 1.2    | Christophe Noppe                      | Sport Vlaanderen-Baloise         |
| 10    | Raiffeisen Grand Prix                       | Autriche    | 1.2    | Adam de Vos                           | Rally                            |
| 10    | Tour du Doubs                               | France      | 1.1    | Romain Hardy                          | Fortuneo-Oscaro                  |
| 10    | Grand Prix de la ville de Nogent-sur-Oise   | France      | 1.2    | Jordan Levasseur                      | Armée de terre                   |
| 11    | Grand Prix Marcel Kint                      | Belgique    | 1.2    | Jonas Rickaert                        | Sport Vlaanderen-Baloise         |
| 12-16 | Tour du Danemark                            | Danemark    | 2.HC   | Mads Pedersen                         | Trek-Segafredo                   |
| 13    | Grand Prix de Wallonie                      | Belgique    | 1.1    | Tim Wellens                           | Lotto-Soudal                     |
| 13    | Coppa Agostoni                              | Italie      | 1.1    | Michael Albasini                      | Suisse                           |
| 14    | Coppa Bernocchi                             | Italie      | 1.1    | Sonny Colbrelli                       | Bahrain-Merida                   |
| 15    | Championnat des Flandres                    | Belgique    | 1.1    | Fernando Gaviria                      | Quick-Step Floors                |
| 16    | Mémorial Marco Pantani                      | Italie      | 1.1    | Marco Zamparella                      | Amore & Vita-Selle SMP-Fondriest |
| 16    | Grand Prix Impanis-Van Petegem              | Belgique    | 1.HC   | Matteo Trentin                        | Quick-Step Floors                |
| 16    | Visegrad 4 Bicycle Race - GP Polski         | Pologne     | 1.2    | Kamil Zieliński                       | Domin Sport                      |
| 17    | Visegrad 4 Bicycle Race - GP Czech Republic | Tchéquie    | 1.2    | Rok Korošec                           | Amplatz-BMC                      |
| 17    | Grand Prix d'Isbergues                      | France      | 1.1    | Benoît Cosnefroy                      | AG2R La Mondiale                 |
| 20    | Circuit du Houtland                         | Belgique    | 1.1    | Tom Devriendt                         | Wanty-Groupe Gobert              |
| 23-24 | Tour du Gévaudan Languedoc-Roussillon       | France      | 2.2    | Guillaume Martin                      | Wanty-Groupe Gobert              |
| 24    | Duo normand                                 | France      | 1.1    | Anthony Delaplace Pierre-Luc Périchon | Fortuneo-Oscaro                  |
| 24    | Paris-Chauny                                | France      | 1.2    | Thomas Boudat                         | Direct Energie                   |
| 24    | Gooikse Pijl                                | Belgique    | 1.2    | Kenny Dehaes                          | Wanty-Groupe Gobert              |
| 26    | Ruota d'Oro                                 | Italie      | 1.2U   | Nicolás Tivani                        | Unieuro Trevigiani-Hemus 1896    |
| 26-27 | Tour de Toscane                             | Italie      | 2.1    | Guillaume Martin                      | Wanty-Groupe Gobert              |
| 28    | Coppa Sabatini                              | Italie      | 1.1    | Andrea Pasqualon                      | Wanty-Groupe Gobert              |
| 30    | Tour d'Émilie                               | Italie      | 1.HC   | Giovanni Visconti                     | Bahrain-Merida                   |
| 30    | Omloop Eurometropool                        | Belgique    | 1.1    | André Greipel                         | Lotto-Soudal                     |
| 30    | Törökbálint GP                              | Hongrie     | 1.2    | Alberto Giuriato                      | Friuli                           |

### Octobre
| Date | Course                     | Pays      | Classe | Vainqueur             | Équipe                |
| ---- | -------------------------- | --------- | ------ | --------------------- | --------------------- |
| 1    | Eurométropole Tour         | Belgique  | 1.HC   | Daniel McLay          | Fortuneo-Oscaro       |
| 1    | Tour de Lombardie amateurs | Italie    | 1.2U   | Aleksandr Riabushenko | Biélorussie           |
| 1    | Tour de Vendée             | France    | 1.1    | Christophe Laporte    | Cofidis               |
| 1    | Grand Prix Bruno Beghelli  | Italie    | 1.HC   | Luis León Sánchez     | Astana                |
| 3    | Trois vallées varésines    | Italie    | 1.HC   | Alexandre Geniez      | AG2R La Mondiale      |
| 3    | Tour de Münster            | Allemagne | 1.HC   | Sam Bennett           | Bora-Hansgrohe        |
| 3    | Binche-Chimay-Binche       | Belgique  | 1.1    | Jasper De Buyst       | Lotto-Soudal          |
| 5    | Milan-Turin                | Italie    | 1.HC   | Rigoberto Urán        | Cannondale-Drapac     |
| 5    | Paris-Bourges              | France    | 1.1    | Rudy Barbier          | AG2R La Mondiale      |
| 8    | Paris-Tours                | France    | 1.HC   | Matteo Trentin        | Quick-Step Floors     |
| 8    | Paris-Tours espoirs        | France    | 1.2U   | Jasper Philipsen      | BMC Development       |
| 11   | Famenne Ardenne Classic    | Belgique  | 1.1    | Moreno Hofland        | Lotto-Soudal          |
| 14   | Tacx Pro Classic           | Pays-Bas  | 1.1    | Timo Roosen           | Lotto NL-Jumbo        |
| 15   | Chrono des Nations         | France    | 1.1    | Martin Toft Madsen    | BHS-Almeborg Bornholm |
| 15   | Chrono des Nations espoirs | France    | 1.2U   | Mathias Norsgaard     | Giant-Castelli        |
| 17   | Prix national de clôture   | Belgique  | 1.1    | Arvid de Kleijn       | Baby-Dump             |

### Épreuves annulées
| Date          | Course                       | Pays      | Classe | Cause             |
| ------------- | ---------------------------- | --------- | ------ | ----------------- |
| 8-12 février  | La Méditerranéenne           | France    | 2.1    | Organisationnelle |
| 19 mars       | Cholet-Pays de Loire         | France    | 1.1    |                   |
| 29 avril      | Grand Prix Lviv              | Ukraine   | 1.2    |                   |
| 20 mai        | New Energy Tour              | Pays-Bas  | 1.1    | Organisationnelle |
| 25-28 mai     | Tour de Berlin               | Allemagne | 2.2U   |                   |
| 3-6 septembre | Black Sea Cycling Tour       | Bulgarie  | 2.2    |                   |
| 10 septembre  | Chrono champenois            | France    | 1.2    | [ 4 ]             |
| 10 septembre  | Velothon Stockholm           | Suède     | 1.1    |                   |
| 15 octobre    | Mémorial Rik Van Steenbergen | Belgique  | 1.1    | [ 5 ]             |

## Classements
- Classements

| #   | Coureur              | Pays      | Équipe                      | Pts. |
| --- | -------------------- | --------- | --------------------------- | ---- |
| 1.  | Nacer Bouhanni       | France    | Cofidis                     | 1124 |
| 2.  | Jasper De Buyst      | Belgique  | Lotto-Soudal                | 935  |
| 3.  | André Greipel        | Allemagne | Lotto-Soudal                | 886  |
| 4.  | Elia Viviani         | Italie    | Team Sky                    | 813  |
| 5.  | Egan Bernal*         | Colombie  | Androni Giocattoli-Sidermec | 800  |
| 6.  | Arnaud Demare        | France    | FDJ                         | 762  |
| 7.  | Thibaut Pinot        | France    | FDJ                         | 761  |
| 8.  | Mattia Cattaneo      | Italie    | Androni Giocattoli-Sidermec | 731  |
| 9.  | Kenny Dehaes         | Belgique  | Wanty-Groupe Gobert         | 706  |
| 10. | Matteo Trentin       | Italie    | Quick-Step Floors           | 700  |
| 11. | Wout van Aert        | Belgique  | Vérandas Willems-Crelan     | 688  |
| 12. | Lilian Calmejane     | France    | Direct Énergie              | 686  |
| 13. | Marco Canola         | Italie    | Nippo-Vini Fantini          | 684  |
| 14. | Edvald Boasson Hagen | Norvège   | Dimension Data              | 672  |
| 15. | Laurent Pichon       | France    | Fortuneo-Oscaro             | 663  |
| 16. | Alexander Kristoff   | Norvège   | Team Katusha Alpecin        | 647  |
| 17. | Julien Simon         | France    | Cofidis                     | 629  |
| 18. | Sonny Colbrelli      | Italie    | Bahrain-Merida              | 628  |
| 19. | Francesco Gavazzi    | Italie    | Androni Giocattoli-Sidermec | 614  |
| 20. | Dylan Teuns          | Belgique  | BMC Racing Team             | 601  |

| #   | Équipe                       | Pays     | Pts. |
| --- | ---------------------------- | -------- | ---- |
| 1.  | Wanty-Groupe Gobert          | Belgique | 3235 |
| 2.  | Cofidis                      | France   | 3169 |
| 3.  | Androni Giocattoli-Sidermec  | Italie   | 2959 |
| 4.  | WB-Veranclassic-Aqua Protect | Belgique | 2613 |
| 5.  | Fortuneo-Oscaro              | France   | 2587 |
| 6.  | Direct Énergie               | France   | 2468 |
| 7.  | Roompot-Nederlandse Loterij  | Pays-Bas | 2245 |
| 8.  | Vérandas Willems-Crelan      | Belgique | 2060 |
| 9.  | Armée de Terre               | France   | 1800 |
| 10. | CCC Sprandi Polkowice        | Pologne  | 1729 |
| 11. | Sport Vlaanderen-Baloise     | Belgique | 1671 |
| 12. | Delko-Marseille Provence-KTM | France   | 1554 |
| 13. | Nippo-Vini Fantini           | Italie   | 1490 |
| 14. | HP BTP-Auber 93              | France   | 1457 |
| 15. | Kolss Cycling Team           | Ukraine  | 1392 |
| 16. | W52-FC Porto                 | Portugal | 1331 |
| 17. | Caja Rural-Seguros RGA       | Espagne  | 1264 |
| 18. | Joker Icopal                 | Norvège  | 1075 |
| 19. | Sangemini-MG.Kvis            | Italie   | 1038 |
| 20. | Elkov-Author                 | Tchéquie | 1027 |

| #   | Pays        | Pts. |
| --- | ----------- | ---- |
| 1.  | France      | 5802 |
| 2.  | Italie      | 5676 |
| 3.  | Belgique    | 5172 |
| 4.  | Espagne     | 3718 |
| 5.  | Pays-Bas    | 3498 |
| 6.  | Allemagne   | 3134 |
| 7.  | Norvège     | 3085 |
| 8.  | Danemark    | 2330 |
| 9.  | Royaume-Uni | 2280 |
| 10. | Suisse      | 2148 |

| #   | Pays (U23)  | Pts. |
| --- | ----------- | ---- |
| 1.  | France      | 2164 |
| 2.  | Danemark    | 1617 |
| 3.  | Belgique    | 1349 |
| 4.  | Pays-Bas    | 1257 |
| 5.  | Royaume-Uni | 840  |
| 6.  | Italie      | 682  |
| 7.  | Russie      | 679  |
| 8.  | Norvège     | 634  |
| 9.  | Espagne     | 570  |
| 10. | Pologne     | 466  |